# أبو الفضل عبيد الله الميكالي
أبو الفضل عبيد الله بن أحمد بن إسماعيل بن عبد الله بن علي الميكالي ،(؟ - 10 ذو الحجة 436هـ/28 يونيو 1045م) أديب وكاتب وشاعر من نيسابور عاش في العصر العباسي.

## سيرته
ولِدَ عبيد الله بن أحمد الميكالي في مدينة نيسابور، وتاريخ ميلاده مجهول، في أسرةٍ فارسية مرموقة تربطها علاقات وثيقة بالطبقة الحاكمة في نيسابور، ويُقال أن نسبه يعود إلى بهرام جور أحد الملوك الساسانيين. تقرَّب عبيد الله من الحاكم أبي أحمد الحافظ وأبي عمرو بن حمدان، واحتك بالمجتمع الثقافي والأدبي في نيسابور، وكان أبو إسحاق الثعلبي من أقرب أصدقائه، وأهدى إليه أحد مؤلفاته «ثمار القلوب». غادر عبيد الله نيسابور، واستقرَّ مدة في فيروزآباد، ودخل كذلك بغداد في طريقه إلى الحج. اشتهر عبيد الله شاعراً، وله عدد من المؤلفات وديوان رسائل، ونثره فني يلتزم فيه بالسجع، وألَّف كتاباً يشرح فيه ديوان المتنبي. تُوفِّي أبو الفضل عبيد الله الميكالي في العاشر من ذي الحجة سنة 436هـ.

## شعره
تناول عبيد الله الميكالي في شعره الغزل والوصف والرثاء والحكمة. وأشعاره مليئة بالمحسنات البديعية، ويُوصَف أسلوبه بالتكلُّف، وإن كان مبتكراً من ناحية المضمون. وفي العصر الحديث اعتنى بشعره جليل عطية، ونُشِر بتحقيقه في بيروت في 1985، وقبل ذلك نُشِر ديوانه في لايبزج في 1908.

## مؤلفاته
تُنسَب إليه المؤلفات التالية:
- ديوان شعر (مطبوع، نُشِر ديوان للمرة الأولى في لايبزج في 1908).
- ديوان الرسائل
- «المنتحل» (مخطوط).
- «مخزون البلاغة».
- «ملح الخواطر ومنح الجواهر».
- «شرح ديوان المتنبي».
- «درر الغرر في محاسن النظم والنثر».